# Dolby Digital

Logo của Dolby Digital, được sử dụng từ 2009

Dolby Digital là một công nghệ âm thanh nén được phát triển bởi Dolby Laboratories. Ban đầu nó có tên là Dolby Stereo Digital cho đến năm 1994. Ngoại trừ cho Dolby TrueHD, âm thanh còn nén dưới dạng lossy. Lần đầu người ta sử dụng Dolby Digital để cung cấp âm thanh kỹ thuật số trong điện ảnh từ phim 35mm. Ngày nay nó còn được ứng dụng trên truyền hình HDTV, DVD,  đĩa Blu-ray và máy chơi game.

## Phiên bản
Dolby Digital có nhiều công nghệ tương tự, bao gồm trong Dolby Digital EX, Dolby Digital Live, Dolby Digital Plus, Dolby Digital Surround EX, Dolby Digital Recording, Dolby Digital Cinema, Dolby Digital Stereo Creator và Dolby Digital 5.1 Creator.

### Dolby Digital
Dolby Digital là phiên bản phổ biến bao gồm 6 kênh âm thanh riêng biệt. Chế độ phức tạp nhất được sử dụng phổ biến bao gồm 5 kênh cho loa thường (20 Hz – 20,000 Hz) (phải, giữa, trái, phải vòng, trái vòng) và một kênh (20 Hz – 120 Hz âm thanh phân bổ) cho loa siêu trầm điều khiển hiệu ứng tần số thấp. Chế độ Mono và stereo cũng được hỗ trợ. AC-3 hỗ trợ âm thanh mẫu-tốc độ lên đến 48 kHz.
Đĩa lade của Clear and Present Danger là phim tại nhà đầu tiên có nhúng Dolby Digital vào năm 1995.
Định dạng này có nhiều tên khác nhau:
- Dolby Digital
- DD (viết tắt của Dolby Digital, thường được kết hợp với số lượng kênh; ví dụ, DD 2.0, DD 5.1)
- AC-3 (Audio Codec 3, Advanced Codec 3, Acoustic Coder 3.[11]
- ATSC A/52 (tên của chuẩn)[12]

### Dolby Digital EX
Dolby Digital EX là một chuẩn Pro-Logic của Dolby, nó tận dụng công nghệ ma trận để thêm một kênh vòng chính giữa và kênh vòng đơn phía sau để stereo nhạc phim. EX thêm tiện ích vào chuẩn kênh 5.1 Dolby Digital codec với các định dạng kênh ma trận phía sau, tạo nên kênh 6.1 hoặc 7.1.

## Liên kết
- Website chính thức , Dolby Laboratories
- Chuẩn ATSC
- Digital Audio Compression Standard (AC-3, E-AC-3) tại trang ATSC